# Tony Hillerman
Anthony Grove Hillerman assinava como Tony Hillerman (Sacred Heart, 27 de maio de 1925 – Alburquerque, 26 de outubro de 2008) foi um escritor norte-americano de romances policiais e não-ficção. Várias de suas obras foram adaptadas, como peças de teatro e filmes de televisão.

## Biografia
Ele nasceu em Sacred Heart, Oklahoma. Seu pai August Alfred Hillerman, era agricultor e comerciante e sua mãe era Lucy Grove. Ele era o caçula de três filhos. Seus avós paternos nasceram na Alemanha e seus avós maternos nasceram na Inglaterra. Ele cresceu em Pottawatomie County, Oklahoma.
Ele foi um condecorado veterano de combate da Segunda Guerra Mundial, servindo de agosto de 1943 a outubro de 1945. Ele serviu como na 103ª Divisão de Infantaria. Ele ganhou a Estrela de Prata, a Estrela de Bronze, e um Coração Púrpura. Ele frequentou a Universidade de Oklahoma após a guerra, casando com Marie Unzner, uma estudante de microbiologia, eles tiveram um filho biológico e cinco crianças adotadas.
De 1948 até 1962, ele trabalhou como jornalista em Santa Fé, Novo México.
Ele ensinou jornalismo de 1966 a 1987 na Universidade do Novo México, em Albuquerque, e também começou a escrever romances.

### Carreira literária
A crítica qualificou seus livros como "etnológicos", pelo fato de a maioria das suas histórias se passarem nas reservas dos índios Navajo. Muitos dos seus livros eram marcados por um ambiente de conflito, com personagens em luta para que fossem mantidas tradições ancestrais. O herói de muitos desses livros era o personagem Joe Leaphorn, tenente da polícia tribal. O contexto Navajo é consequência de um encontro revelador que o escritor tivera com os índios.

### Morte
Tony Hillerman morreu em 26 de outubro de 2008, de insuficiência pulmonar em Albuquerque com a idade de 83. Ele viveu em Albuquerque com sua esposa Marie, até sua morte. No momento de sua morte, eles tinham 60 anos de casados e dez netos.

## Obras (parcial)

### Joe Leaphorn e Jim Chee
- The Blessing Way (1970); ISBN 0-06-011896-2
- Dance Hall of the Dead]] (1973); ISBN 0-06-011898-9
- Listening Woman (1978); ISBN 0-06-011901-2
- People Of Darkness (1980); ISBN 0-06-011907-1
- The Dark Wind (1982); ISBN 0-06-014936-1
- The Ghostway (1984); ISBN 0-06-015396-2
- Skinwalkers (1986); ISBN 0-06-015695-3
- A Thief of Time (1988); ISBN 0-06-015938-3 / no Brasil: Ladrões do Tempo (Rocco, 1990)
- Talking God (1989); ISBN 0-06-016118-3 / no Brasil: O Deus Falante (Rocco, 1991)
- Coyote Waits (1990); ISBN 0-06-016370-4 / no Brasil: A Tentação do Coiote (Rocco, 1996)
- Sacred Clowns (1993); ISBN 0-06-016767-X / no Brasil: Palhaços Sagrados (Rocco, 1999)
- The Fallen Man (1996); ISBN 0-06-017773-X / no Brasil: Um Homem Caído (Rocco, 2000)
- The First Eagle (1998); ISBN 0-06-017581-8 / no Brasil: A Primeira Águia (Rocco, 2001)
- Hunting Badger (1999); ISBN 0-06-019289-5
- The Wailing Wind (2002); ISBN 0-06-019444-8
- The Sinister Pig (2003); ISBN 0-06-019443-X
- Skeleton Man (2004); ISBN 0-06-056344-3
- The Shape Shifter (2006); ISBN 978-0-06-056345-5

#### Continuação póstuma
A filha de Tony Hillerman, Anne Hillerman, deu continuidade ao trabalho do pai.
- Spider Woman's Daughter (2013) (ISBN 0062270486)
- Rock With Wings (2015) (ISBN 0062270516)
- Song of the Lion (2017) (ISBN 0062391909)
- Cave of Bones (2018) (ISBN 0062391925)
- The Tale Teller (2019)

### Outros
- The Fly on the Wall (1971) ISBN 0-06-011897-0
- Finding Moon (1995) ISBN 0-06-017772-1
- The Boy Who Made Dragonfly (1972) ISBN 0-06-022312-X
- Buster Mesquite's Cowboy Band (1973) ISBN 0-914001-11-6